# Flashman Papers

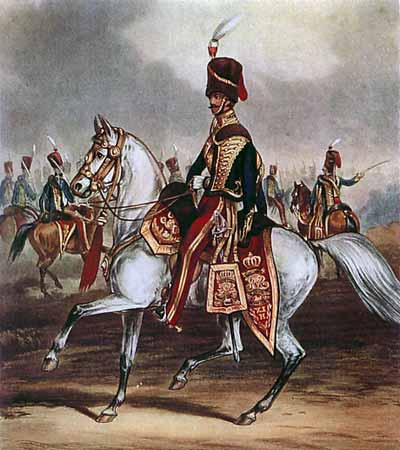
Offizier in der Uniform von Flashmans Regiment

Die Flashman Papers sind eine Abenteuerroman-Serie von George MacDonald Fraser. Darin handelt es sich um die fiktiven Memoiren von Brigadier-General Sir Harry Paget Flashman VC, KCB, KCIE (1822–1915), einem britischen Offizier im Ruhestand, der auf seine Militärkarriere im Dienst des britischen Empires und andere Abenteuer zwischen 1840 und 1890 zurückblickt.

## Handlung
Der erste Band der Flashman Papers erschien 1969. Fraser behauptete darin, nur der Herausgeber der Memoiren des authentischen Harry Flashman zu sein, einer Figur aus Tom Brown's Schooldays von Thomas Hughes – eine Behauptung, die von den Kritikern zunächst auch für bare Münze genommen wurde. Die Flashman Papers beginnen mit dem Rauswurf Flashmans aus der Rugby School. Flashman tritt der British Army beim 11th Regiment of Dragoons bei. Die Flashman Papers führen Harry Flashman dann nach Afghanistan, Indien, Borneo, Südafrika, Madagaskar, Nordamerika, Deutschland und in andere Krisenherde des viktorianischen Zeitalters. Der Protagonist hat dabei wesentlichen Anteil an den historischen Ereignissen, in die er verwickelt wird. So führt er den Todesritt der leichten Brigade auf der Krim an, ist der zweite – unbekannt gebliebene – Überlebende von Elphinstones Rückzug aus Afghanistan und erlebt unmittelbar den Ausbruch des Sepoyaufstandes und die Belagerung von Kanpur.
Flashman trifft während seiner Abenteuer eine Reihe von historischen Figuren, in deren Leben er eine mehr oder weniger wichtige Rolle spielt. So hat er Affären mit Lola Montez, Ranavalona I. und Lakshmibai, der Rani von Jhansi. Er zieht sich u. a. die Feindschaft von Otto von Bismarck, Nikolai Pawlowitsch Ignatjew, Mohammed Akbar und James Brudenell, 7. Earl of Cardigan zu und ist befreundet mit Jakub Bek und James Brooke, dem Weißen Raja.
Von seinen Zeitgenossen für einen Helden von beispielloser Tapferkeit gehalten, durchläuft Flashman eine glänzende Militärkarriere und steigt zu einem berühmten und hochdekorierten General auf. So erhält er sogar das Victoria-Kreuz, die höchste Auszeichnung Großbritanniens für überragende Tapferkeit im Angesicht des Feindes. Wie es dazu kommt, schildert er mit schonungsloser Offenheit in seinen Memoiren.
2005 ist der zwölfte Band der Flashman Papers erschienen. Die Flashman Papers kennzeichnet einerseits ihre historische Genauigkeit und andererseits ihr Humor. Harry Flashman ist das Gegenteil des üblichen militärischen Helden – ein Feigling und Drückeberger, der gegen seinen Willen immer wieder in dramatische Abenteuer und blutige Schlachten verwickelt wird, in denen es ihm meist nur durch Glück, skrupellosen Egoismus und schnelle Beine gelingt, seine Haut zu retten.

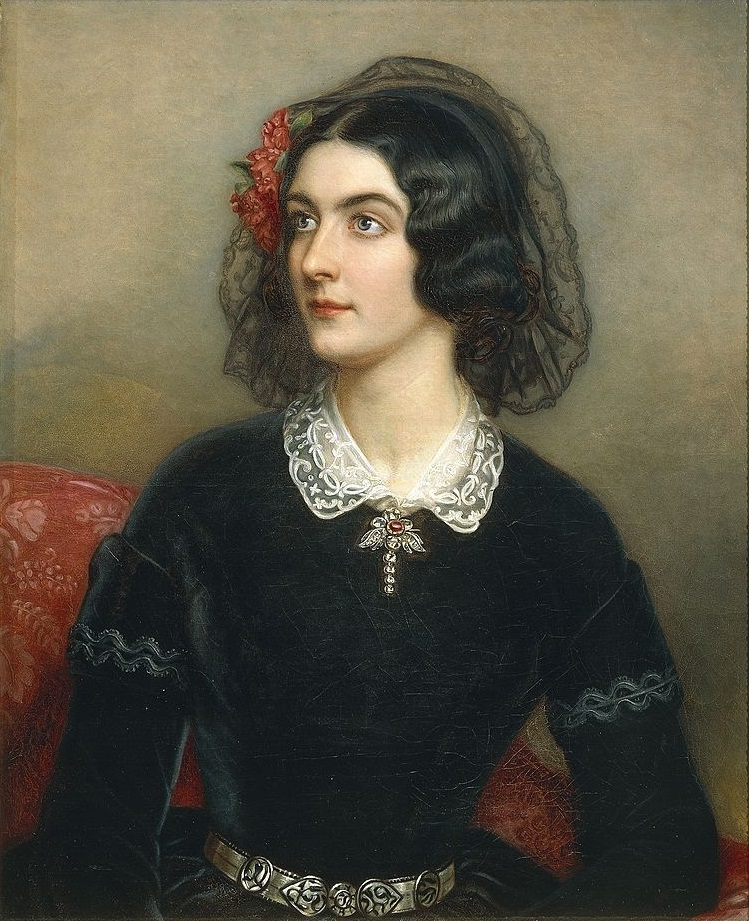
Lola Montez

## Die Bände
- Flashman. London 1969.
mit William George Keith Elphinstone, Alexander Burnes, William Macnaghten und Robert Henry Sale; Flashmans Heirat mit Elspeth Morrison und seine Erlebnisse im Ersten Anglo-Afghanischen Krieg 1839 bis 1842, vor allem bei Elphinstones Rückzug
  - Deutsch: Flashman. Karrieren eines Kavaliers. Hoffmann und Campe, Hamburg 1971 (übersetzt von Paul Baudisch)
  - Deutsch: Der Husar der Königin. Büchergilde Gutenberg, Frankfurt am Main 1972 (Lizenz Hoffmann & Campe)
  - Deutsch: Flashman, Im Dienste Ihrer Majestät. Ullstein, Frankfurt am Main 1984.
  - Deutsch: Flashman in Afghanistan. 1839–1842. Kuebler Verlag, Lampertheim 2011, ISBN 978-3-942270-91-5 (übersetzt von Paul Baudisch).
- Royal Flash. London 1970.
Fraser persifliert Anthony Hopes Roman„Der Gefangene von Zenda“, mit Lola Montez, Otto von Bismarck, der Schleswig-Holstein-Frage und der Deutschen Revolution 1848/49
  - Deutsch: Flashman, Prinz von Dänemark. Hoffmann und Campe, Hamburg 1972 (übersetzt von Helmut Degner)
  - Deutsch: Royal Flash. Flashman in Deutschland 1842/43. Kuebler Verlag, Lampertheim 2022, ISBN 978-3-942270-92-2.
- Flash for Freedom. London 1971.
Das Buch thematisiert Sklaverei und Sklavenhandel zwischen Afrika und den USA kurz vor dem amerikanischen Bürgerkrieg.
  - Deutsch: Flashman, Held der Freiheit. Dtv, München 1977 (übersetzt von Helmut Degener)
  - Deutsch: Flashman, Prinz von Dänemark. Ullstein, Frankfurt am Main 1984.
  - Deutsch: Flashman, Held der Freiheit. 1848–1849. Kuebler Verlag, Lampertheim 2011, ISBN 978-3-942270-93-9.
- Flashman at the charge. London 1973.
Das Buch thematisiert die Attacke der Leichten Brigade während des Krimkriegs und in Zentralasien.
  - Deutsch: Flashman im Krimkrieg. Ullstein, Frankfurt am Main 1984 (übersetzt von Ute Tanner)
  - Deutsch: Flashmans Attacke. Flashman im Krimkrieg, in Russland und Zentralasien 1854–1855. Kuebler Verlag, Lampertheim 2011, ISBN 978-3-942270-94-6.
- Flashman in the great game. London 1975.
Der Roman spielt in Indien zur Zeit des Großen Aufstands 1857 mit der Rani Lakshmibai von Jhansi.
  - Deutsch: Flashman im grossen Spiel. Ullstein, Frankfurt am Main 1984 (übersetzt von Henriette Beese)
  - Deutsch: Flashman im grossen Spiel. Flashman im grossen indischen Aufstand 1856/58. Kuebler Verlag, Lampertheim 2012, ISBN 978-3-942270-95-3.
- Flashmans Lady. London 1977.
mit James Brooke in Borneo und Königin Ranavalona I. von Madagaskar.
  - Deutsch: Flashman – Die Piraten von Borneo. Ullstein, Frankfurt am Main 1986 (übersetzt von Wolfgang Proll)
  - Deutsch: Flashmans Lady. Flashman in Singapur, Borneo und Madagaskar. Kuebler Verlag, Lampertheim 2012, ISBN 978-3-942270-96-0.
- Flashman and the Redskins. London 1982
Der Roman thematisiert den kalifornischen Goldrausch und  Custers Schlacht am Little Bighorn.
  - Deutsch: Flashman – Die Rothäute. Ullstein, Frankfurt am Main 1987 (übersetzt von Wolfgang Proll)
  - Deutsch: Flashman und die Rothäute. Flashman in den USA 1849–1850 und 1857–1876. Kuebler Verlag, Lampertheim 2013, ISBN 978-3-942270-97-7.
- Flashman and the Dragon. London 1985.
Der Roman thematisiert den zweiten Opiumkrieg und den Taiping-Aufstand.
  - Deutsch: Flashman – Der chinesische Drache. Ullstein, Frankfurt am Main 1987 (übersetzt von Herbert Schuster)
  - Deutsch: Flashman und der chinesische Drache. Flashman in Hongkong und beim Taipeh-Aufstand in China 1860. Kuebler Verlag, Lampertheim 2014, ISBN 978-3-942270-98-4.
- Flashman and the Mountain of Light. London 1990.
Erster Sikh-Krieg, der Diamant Koh-i-Noor.
  - Deutsch: Flashman und der Berg des Lichts. Strange Verlag, Berlin 2003 (übersetzt von Marion Vrbicky)
  - Deutsch: Flashman und der Berg des Lichts. Flashman im ersten Sikh-Krieg im Pandschab 1845–1846. Kuebler Verlag, Lampertheim 2015, ISBN 978-3-942270-99-1.
- Flashman and the Angel of the Lord. London 1994.
John Brown und die Schlacht um Harpers Ferry.
  - Deutsch: Flashman und der Engel des Herrn. Harry Flashman und John Brown in Virginia. Kuebler Verlag, Lampertheim 2015, ISBN 978-3-942270-90-8 (übersetzt von Marion Vrbicky)
- Flashman and the Tiger. London 2000.
Inhalt: „The road to Charing Cross“ (thematisiert den Berliner Kongress 1877/78 und das Attentat auf Kaiser Franz Joseph I. 1853); „The Subleties of Baccarat“ (thematisiert den Tranby-Croft-Skandal mit Eduard VII.); „Flashman and the Tiger“ (thematisiert Oberst Tiger Jack aus der Erzählung „Das leere Haus“ von Arthur Conan Doyle im Zulukrieg).
  - Deutsch: Drei Flashman-Novellen. Kuebler Verlag, Lampertheim 2018, ISBN 978-3-942270-85-4 (übersetzt von Anabelle Assaf)
- Flashman on the March. London 2005.
Französische Intervention in Mexiko mit der Fremdenlegion; Britische Äthiopienexpedition von 1868.
  - Deutsch: Flashmans Feldzug. Flashman in Abessinien 1867/68. Kuebler Verlag, Lampertheim 2016, ISBN 978-3-942270-84-7 (übersetzt von Corinna Fuchs)

## Verfilmung
- Richard Lester (Regie): Royal Flash. Großbritannien 1975 (mit Malcolm McDowell, nach dem Roman Flashman – Prinz von Dänemark).